# Фёрсте, Виллиам
Ви́ллиам Фёрсте (нем. William Foerste; 3 декабря 1911, Нью-Йорк, США — 27 сентября 1967, Мюнстер, ФРГ) — немецкий германист, диалектолог и медиевист. Профессор и ординариус кафедры немецкой и германской филологии в Вестфальском университете имени Вильгельма. Основными направлениями работы Виллиама Фёрсте были немецкая и нидерландская филология, лексикология, диалектология и диалектография, ономастика и этнология.

## Биография
Семья Фёрсте происходит из Северной Германии. Его отец — Густав Фёрсте (1876—1942) — был торговцем. Мать — Дора Фёрсте (урождённая Вестенберг; 1881—1970). В 1911 году они находились в Нью-Йорке, где и родился Виллиам. Вскоре семья вернулась на родину и поселилась недалеко от Гамбурга. Виллиам рос в Мойсбурге, там же окончил школу в 1932 году, получив аттестат реальной гимназии Букстехуде.
С 1932 по 1938 Фёрсте изучал английскую, немецкую и нидерландскую филологию у Агаты Лаш. В 1935 слушал лекции Вальтера Мицки. Благодаря Конраду Борхлингу, занимавшему тогда кафедру германистики в Гамбурге, у Фёрсте пробудился интерес к фризскому языку, а особенно — восточнофризскому диалекту нижненемецкого, исследованию которого он посвятил всю жизнь. В 1937 у Борхлинга Фёрсте защитил диссертацию, в которой исследовал влияние нидерландского на формирование лексического фонда раннего восточнофризского диалекта.
В 1939 году Фёрсте был приглашён в университет Хельсинки в качестве лектора, однако он не смог принять приглашение в связи с начинавшейся войной. В 1941 Фёрсте был приглашён в Мюнстер на кафедру нижненемецкой филологии, которую он занимал до 1944 года. Несмотря на обязанность военной службы (Фёрсте был оператором станции в противовоздушной обороне), в 1943 Фёрсте хабилитировался с работой о пропаганде в нижненемецком языке XVII—XVIII веков. После окончания войны Фёрсте стал экстраординарным профессором нижненемецкой филологии в Мюнстере.
В 1950 году Виллиам Фёрсте стал профессором Лундского университета, в 1951—1961 — ординарный профессор нижненемецкой филологии в Мюнстере. В 1961 получил кафедру немецкой филологии, а в 1963 её объединили с кафедрой германской филологии Йоста Трира, ушедшего на пенсию.